# 220P/McNaught
220P/McNaught, komet Jupiterove obitelji